# Dorothee Blessing
Dorothee Blessing (* 30. November 1967) ist eine deutsche Bankmanagerin.

## Frühes Leben und Ausbildung
Dorothee Blessing, geb. Wieandt, wurde in eine Bankerfamilie geboren; sie ist eine Tochter des Bankmanagers Paul Wieandt, einer ihrer Brüder ist der ehemalige Vorstandsvorsitzende der Hypo Real Estate Axel Wieandt, ihr Bruder Carl war lange Jahre im Investment Banking tätig und ist inzwischen Partner bei der Unternehmensberatung McKinsey & Company.
Blessing studierte Betriebswirtschaftslehre an der Universität St. Gallen und an der HEC Paris.

## Karriere
Ab 1992 arbeitete sie als Analystin bei Goldman Sachs. 2001 wurde sie zum Managing Director und 2005 zur Partnerin bei Goldman Sachs berufen. Im Jahr 2004 arbeitete sie kurzzeitig für die Deutsche Bank. Bis dahin war sie unter anderem verantwortlich für den Börsengang von Infineon, die Emission einer Wandelanleihe der Deutschen Telekom, eine Kapitalerhöhung der Allianz SE und den Börsengang der Bank Austria.
Im Februar 2013 gab sie bekannt, Goldman Sachs zu verlassen. Sie war bis dahin gemeinsam mit Wolfgang Fink für das Investment Banking in Deutschland und Österreich zuständig, insbesondere für das Geschäft mit Firmenfinanzierungen sowie Fusionen und Unternehmensübernahmen.
Seit Mitte 2014 arbeitete sie für J.P. Morgan und verantwortete seit 2015 das gesamte Geschäft der Bank in Deutschland, Österreich und der Schweiz. Seit April 2024 leitet sie zusammen mit Jay Horine bei J.P. Morgan das Investmentbanking global.

## Privates
Sie ist mit dem früheren Vorstandsvorsitzenden der Commerzbank Martin Blessing verheiratet und hat drei Töchter. Sie gilt als passionierte Läuferin.